# Lieth
Lieth er en by og kommune i det nordlige Tyskland, beliggende i Amt Kirchspielslandgemeinde Heider Umland i den centrale del af Kreis Dithmarschen. Kreis Dithmarschen ligger i den sydvestlige del af delstaten Slesvig-Holsten.

## Geografi
Den overvejende del af kommunen ligger ved overgangen mellem en gestø og marsken. En betragtelig del af den største arbejdsplads i området, olieraffinaderiet Heide, ligger i kommunen, mens resten og den officielle adresse er i Hemmingstedt.

### Nabokommuner
Nabokommuner er (med uret fra nord) kommunerne Lohe-Rickelshof, Hemmingstedt og Wöhrden (alle i Kreis Dithmarschen).